# Fletxa Brabançona 2023
La Fletxa Brabançona 2023 va ser la 63a edició de la Fletxa Brabançona. Es disputà el 12 d'abril de 2023 sobre un recorregut de 205,1 km amb sortida a Lovaina i arribada a Overijse. La cursa formava part de l'UCI ProSeries amb una categoria 1.Pro.
El vencedor final fou el francès Dorian Godon (AG2R Citroën Team), que s'imposà a l'esprint al seu company d'escapada, l'irlandès Ben Healy (EF Education-EasyPost). El francès Benoît Cosnefroy (AG2R Citroën Team) completà el podi.

## Equips
L'organització convidà a 21 equips a prendre part en aquesta edició de la Fletxa Brabançona.
| WorldTeams (11)- AG2R Citroën Team - Alpecin-Deceuninck - Bahrain Victorious - Cofidis - EF Education-EasyPost - Ineos Grenadiers - Intermarché-Circus-Wanty - Soudal Quick-Step - Arkéa-Samsic - Trek-Segafredo - UAE Team Emirates ProTeams (9)- Bingoal WB - Bolton Equities Black Spoke Pro Cycling - Human Powered Health - Israel-Premier Tech - Lotto Dstny - Q36.5 Pro Cycling Team - Team Flanders-Baloise - Tudor Pro Cycling Team - Uno-X Pro Cycling Team |
| |

## Classificació final
| \| Classificació general \| Classificació general \| Classificació general \| Classificació general \| Classificació general \| \| Corredor \| Corredor \| Equip \| Temps \| \| \| --------------------- \| --------------------- \| ---------------------- \| --------------------- \| --------------------- \| \| 1r \| Dorian Godon \| AG2R Citroën Team \| 4h 32' 20" \| \| \| 2n \| Ben Healy \| EF Education-EasyPost \| + 1" \| \| \| 3r \| Benoît Cosnefroy \| AG2R Citroën Team \| + 21" \| \| \| 4t \| Rémi Cavagna \| Soudal Quick-Step \| + 24" \| \| \| 5è \| Axel Zingle \| Cofidis \| + 25" \| \| \| 6è \| Alexander Kamp \| Tudor Pro Cycling Team \| + 25" \| \| \| 7è \| Arnaud De Lie \| Lotto Dstny \| + 25" \| \| \| 8è \| Andrea Bagioli \| Soudal Quick-Step \| + 25" \| \| \| 9è \| Toms Skujiņš \| Trek-Segafredo \| + 25" \| \| \| 10è \| Kim Heiduk \| Ineos Grenadiers \| + 25" \| \| |                  |                        |            |
| |                  |                        |            |
| Font: ProCyclingStats |                  |                        |            |
| Classificació general |                  |                        |            |
| Corredor | Corredor         | Equip                  | Temps      |
| 1r | Dorian Godon     | AG2R Citroën Team      | 4h 32' 20" |
| 2n | Ben Healy        | EF Education-EasyPost  | + 1"       |
| 3r | Benoît Cosnefroy | AG2R Citroën Team      | + 21"      |
| 4t | Rémi Cavagna     | Soudal Quick-Step      | + 24"      |
| 5è | Axel Zingle      | Cofidis                | + 25"      |
| 6è | Alexander Kamp   | Tudor Pro Cycling Team | + 25"      |
| 7è | Arnaud De Lie    | Lotto Dstny            | + 25"      |
| 8è | Andrea Bagioli   | Soudal Quick-Step      | + 25"      |
| 9è | Toms Skujiņš     | Trek-Segafredo         | + 25"      |
| 10è | Kim Heiduk       | Ineos Grenadiers       | + 25"      |